# Бэтмен: Убийственная шутка (мультфильм)
«Бэтмен: Убийственная шутка» (англ. Batman: The Killing Joke) — американский анимационный супергеройский фильм 2016 года, созданный по одноимённому графическому роману. Является частью серии оригинальных анимационных фильмов вселенной DC. Это первый анимационный фильм, с присвоенным рейтингом R, вышедший сразу на DVD и Blu-Ray.

## Сюжет
Патрулируя город, Бэтгёрл (Барбара Гордон) не может остановить грабёж, но ей удается остановить одного преступника с помощью Бэтмена. Пэрис Франц, лидер гангстеров и племянник могущественного босса мафии, зацикливается на ней и начинает посылать ей сообщения. После того, как Бэтгёрл обнаружила труп дяди Франца, Бэтмен беспокоится о её безопасности и отстраняет от дела, сказав, что она в конечном счёте будет убивать всех преступников, которых преследует. Бэтгёрл сначала ругается с Бэтменом, а потом занимается с ним сексом. Несколько ночей спустя Бэтгёрл пытается извиниться перед Бэтменом, но он попадает в засаду Франца и его людей, что побуждает её прийти к нему на помощь. Когда она прибывает и находит Франца, он заставляет её потерять контроль и жестоко его избивать, и она едва его не убивает. Понимая, что Бэтмен был прав, она отходит от борьбы с преступностью.
Позже, Бэтмен расследует место убийства детектива Харви Буллока и приходит к выводу, что Джокер, в настоящее время находящийся в клинике «Аркхем», может быть ответственен за преступление. Он отправляется в «Аркхэм», чтобы поговорить с ним, но обнаруживает, что тот сбежал. Затем Джокер нападает на Барбару и её отца, комиссара Джеймса Гордона. Он стреляет девушке в живот, парализуя её ниже пояса, и отвозит Гордона в заброшенный парк аттракционов. Там Джокер раздевает его и подвергает пыткам, в том числе показывая ему фотографии, на которых изображена обнажённая, корчащаяся от дикой боли Барбара.
История перемежается флэшбэками о происхождении Джокера. Когда-то он был лаборантом, но бросил свою работу, чтобы стать стендап-комиком, однако потерпел неудачу. В отчаянии и страхе за свою беременную жену Дженни он соглашается помочь двум преступникам ограбить своего бывшего работодателя. Преступники сказали ему, что он должен использовать маску Красного колпака и костюм пелерины, намереваясь подставить его. Во время планирования полицейский сообщает ему, что Дженни и их нерождённый ребенок погибли из-за бытовой аварии. В горе он пытается отказаться от плана, но преступники силой заставляют его пойти на самопожертвование.
На заводе преступники и ряженый комик убирают службу безопасности, и начинается перестрелка. Преступники были убиты, а комик сталкивается с Бэтменом, который расследует преступление. Испугавшись, комик спотыкается, падает в чан с отходами и, проносясь сквозь трубу, выходит наружу. Когда он снимает свою маску, то видит, что химикаты навсегда изуродовали его лицо, придав ему клоунский вид. Обезображивание в сочетании с потерей семьи сводит его с ума и превращает в Джокера.
В наши дни Бэтмен находит и спасает Гордона, в то время как Джокер убегает. Несмотря на пытки, Гордон остается вменяемым и требует, чтобы Бэтмен схватил Джокера «по букве закона». Бэтмен находит Джокера, который пытается убедить его, что мир — это просто одна большая шутка и что «одного плохого дня» достаточно, чтобы свести обычного человека с ума. Бэтмэн в конечном счёте понимает клоуна, говорит ему, что Гордон остался в здравом уме, и приходит к выводу, что Джокер одинок в своём безумии. Тогда он пытается подойти к нему, предлагая лечение. Джокер отказывается, говоря, что слишком поздно. Затем он говорит, что ситуация напоминает ему анекдот о двух пациентах сумасшедшего дома, которые пытались спастись, прыгнув на соседнее здание. Первый пациент делает это, но второй пациент боится. Первый пациент говорит: «Эй, у меня есть фонарик. Я освещу им зазор между зданиями, и ты сможешь пройти по лучу и присоединиться ко мне». Но второй пациент говорит: «Ты думаешь, я сумасшедший? Ты ведь просто выключишь его, когда я буду на полпути!». Бэтмен и Джокер смеются над шуткой, пока не приезжает полиция, но когда фильм заканчивается, смеха Джокера не слышно, что оставляет его судьбу неоднозначной.
В сцене после титров Барбара в своей инвалидной коляске въезжает в тайную комнату в своей квартире. Когда она приближается к компьютерам, логотип компании «Оракул» появляется на экране, и она говорит: «Ну что ж, снова за дело».

## Роли озвучивали
| Актёр             | Роль                     |
| ----------------- | ------------------------ |
| Кевин Конрой      | Брюс Уэйн / Бэтмен       |
| Марк Хэмилл       | Джокер                   |
| Тара Стронг       | Барбара Гордон / Бэтгёрл |
| Рэй Уайз          | комиссар Джеймс Гордон   |
| Джон Ди Маджо     | Франческо                |
| Робин Аткин Даунс | детектив Харви Буллок    |
| Брайан Джордж     | Альфред Пенниуорт        |
| Джон Пол Карлиак  | Риз                      |
| Эндрю Кисино      | Мюррей                   |
| Нолан Норт        | Митч                     |
| Мори Стерлинг     | Пэрис Франц              |
| Фред Таташор      | владелец карнавала       |
| Брюс Тимм         | патрульный               |
| Анна Вочино       | Дженни                   |
| Кэри Уолгрен      | проститутка              |
| Рик Д. Вассерман  | Сэл Марони               |

## Производство и выход
В 2011 году на фестивале Comic-Con актёр Марк Хэмилл заявил, что готов озвучить Джокера в экранизации графического романа «Убийственная Шутка», призывая фанатов для поддержки. На Facebook 24 октября 2011 года поклонниками была создана петиция под названием «Petition to get Mark Hamill to play the Joker in animated Killing Joke». В 2013 году Брюс Тимм выразил желание снять экранизацию данного комикса.
Анонс состоялся традиционно на Comic-Con. 10 июля 2015 года на панели «Лига Справедливости: Боги и Монстры», Тимм объявил, что анимационный фильм по мотивам романа находится в разработке и планируется к релизу в 2016 году. 17 июля Хэмилл написал в Твиттере, что у него скрещены пальцы в надежде, чтобы он вновь повторил роль Джокера.
Warner Bros. приняла рейтинг R на предстоящий фильм, где оригинальная графическая новелла перенесена на экраны во всей изначальной насильственной красе, причём впервые в девятилетней истории анимационной франшизы вселенной DC здесь нет ни PG, ни PG-13.
Сэм Реджистер объяснил, на чём основан такой строгий вердикт: «С самого начала производства мы благоприятствовали тому, чтобы продюсер Брюс Тимм и команда Warner Bros. Animation оставались верными оригинальной истории, независимо от возможного рейтинга MPAA. „Убийственная шутка“ почитается фанатами, особенно за свою прямолинейность в затрагивании часто шокирующих взрослых тем и ситуаций. Мы считали своей обязанностью предоставить нашей основной аудитории — сообществу любителей комиксов — мультфильм, который достоверно изображал бы историю, которую все и так знают слишком хорошо».
Графическая новелла была с восторгом принята критиками и завоевала в 1989 году престижную в индустрии комиксов премию Айснера.
По словам Тимма, в 1980-х годах это была одна из первых по-настоящему взрослых историй про Бэтмена, которые когда-либо делали в DC. Создатели фильма воспользовались этой возможностью, чтобы, в основном, рассказать о Бэтгёрл. Анимационный «Batman: The Killing Joke», с предполагаемым рейтингом R, три раза попадал в «производственный ад»: в первый раз, когда исходный материал был короткометражным, с низким бюджетом, боссы Warner положили его на полку, недовольные сборами кинокартины «Хранители»; во второй раз помешала нашумевшая стрельба в кинотеатре Орора в 2012 году; в третий раз появились сомнения с идеей адаптации произведения на экране, потому что всё казалось безжалостно мрачным и унылым, а происходящее с Барбарой Гордон является весьма спорным и по сей день.
Кроме Брюса Тимма в создании мультфильма приняли участие знакомые поклонникам анимационных сериалов «Бэтмен», «Новые приключения Бэтмена» и серии игр Batman: Arkham актёры Кевин Конрой и Марк Хэмилл, которые снова озвучат своих культовых персонажей. 14 марта 2016 года было официально заявлено, что Хемилл и Конрой будут голосами Джокера и Бэтмена соответственно.
Музыку написали три композитора (Dynamic Music Partners), уже неоднократно работавшие вместе при создании саундтреков DC: Кристофер Картер, Лолита Ритманис и Майкл Маккьюшен. Песню «I Go Looney» специально спел Марк Хэмилл.
Премьерный показ был назначен на 25 июля 2016 года. Выпуск на цифровом HD состоялся 26 июля, а на Blu-Ray/DVD — 2 августа 2016 года. В кинотеатрах США вечерний сеанс собрал $3,175 млн. Компания Fathom Events объявила о продлении проката на один день, благодаря чему сборы увеличились до $3,775 млн. Помимо американских любителей кино, мультфильм смогли увидеть в Мексике, Великобритании, Австралии, Новой Зеландии. Итого получилось $4 361 038 млн. Таким образом, можно утверждать об успехе дистрибьютора и студии Warner Bros. «Убийственная шутка» пользуется спросом и на домашнем видео, собрав $8 994 247.

## Саундтрек
| №                   | Название                         | Длительность |
| ------------------- | -------------------------------- | ------------ |
| 1.                  | «How the Story Begins»           | 0:53         |
| 2.                  | «We’ve Got a Robbery»            | 2:44         |
| 3.                  | «Uncle Not Pleased»              | 0:48         |
| 4.                  | «Narcissist and Sociopath»       | 2:44         |
| 5.                  | «Hit on Yacht»                   | 0:53         |
| 6.                  | «Serious Business»               | 4:09         |
| 7.                  | «Bats and Babs Cross the Line»   | 2:39         |
| 8.                  | «Rooftop Regrets»                | 1:57         |
| 9.                  | «The Abyss»                      | 3:32         |
| 10.                 | «Batman Was Right»               | 1:37         |
| 11.                 | «Storage Unit Corpses»           | 1:47         |
| 12.                 | «The Halls of Arkham»            | 1:28         |
| 13.                 | «Joker Imposter»                 | 0:45         |
| 14.                 | «Making a Killing»               | 0:53         |
| 15.                 | «Jeannie Flashback»              | 2:01         |
| 16.                 | «Looking for a Clue»             | 2:06         |
| 17.                 | «Broken Books»                   | 1:40         |
| 18.                 | «Hoods Present the Hood»         | 2:52         |
| 19.                 | «Nothing Will Be the Same»       | 0:21         |
| 20.                 | «Trapped in a Nightmare»         | 3:54         |
| 21.                 | «Jeannie Is Gone»                | 2:23         |
| 22.                 | «Bats Pummels for Clues»         | 1:37         |
| 23.                 | «Throw the Book»                 | 1:58         |
| 24.                 | «Horrifying Images»              | 0:22         |
| 25.                 | «Bats Receives Tickets»          | 0:25         |
| 26.                 | «Ghost Train Stops»              | 0:55         |
| 27.                 | «Chemical Factory Heist»         | 3:36         |
| 28.                 | «Batman Arrives at the Carnival» | 0:40         |
| 29.                 | «Merry-Go-Round Source»          | 0:24         |
| 30.                 | «By the Book»                    | 2:29         |
| 31.                 | «All It Takes Is One Bad Day»    | 3:30         |
| 32.                 | «Let Me Help You»                | 0:57         |
| 33.                 | «Oracle Is Here»                 | 0:57         |
| 34.                 | «End Credits»                    | 3:07         |
| 35.                 | «I Go Looney»                    | 1:50         |
| Общая длительность: | Общая длительность:              | 66:04        |

### Участники записи
- Музыка: Лолита Ритманис (1, 6, 10, 15, 20—21, 26, 28, 31), Майкл Маккьюшен (2, 4, 9, 12, 14, 16, 19, 23—24, 29—30, 32), Кристофер Картер (3, 5, 7—8, 11, 13, 17—18, 22, 25, 27, 33), вместе (34—35).
- Дирижирование: Лолита Ритманис, Майкл Маккьюшен, Кристофер Картер
- Дополнительная оркестровка: Ларри Ренч
- Вокал: Марк Хэмилл (35).
- Синтезаторы: Лолита Ритманис, Майкл Маккьюшен, Кристофер Картер
- Труба: Андрис Мэттсон
- Бас: Иэн Уокер, Майк Валерио
- Запись: Марк Мэттсон и Роберт Фернандес, The Bridge Studios и MBM Studios
- Сведение: Марк Мэттсон и Мако Судзиши
- Мастеринг: Джеймс Нельсон[28]

## Отзывы
Картина получила смешанные оценки критиков. На Rotten Tomatoes рейтинг составляет 36 % с учётом 45 обзоров. Forbes отметил озвучивание в лице Кевина Конроя и Марка Хэмилла — признанных мастеров жанра, однако фильм начинается не с «одного плохого дня» Джокера, как и положено в комиксе, а с отношений между Бэтменом и Бэтгёрл, пролог занимает почти половину всего кино. Поэтому Сэм Лью и Брайан Азарелло сделали неудачную адаптацию, пытаясь раздуть короткий рассказ, принимая формулу «Нам не надо, но это нормально для поклонников». Кинокритик Джеймс Берардинелли оценил на две с половиной из четырёх звёзд, поставив плюс сюжету и озвучиванию, а минус — анимации.
The Guardian пишет следующее: большая часть проблемы заключается в том, что это просто адаптация Killing Joke. Теоретически, дополнительный материал должен был обеспечить противовес женоненавистничеству. Бэтгёрл — не герой, а жертва: чрезмерно эмоциональная, неподготовленная, полу-некомпетентная. Вместо этого, DC могли бы сделать экранизацию серии комиксов «Хищные птицы», в которой присутствуют многочисленные женские супергерои и, не в последнюю очередь, Барбара Гордон. Но, как показывает Killing Joke, посредственный пересказ сексистских историй не всегда работает.
Comic Book Resources считает, что фильм пытается пересказать классическую историю для современной аудитории, и, хотя намерения похвальны, цель не достигнута. Оригинальный графический роман полностью изменил представление не только о Бэтмене, но и о супергероях. Герой и злодей стали двумя сторонами одной тёмной медали, заставив читателей признать: Бэтмена и Джокера мало что разделяло, кроме «одного плохого дня». Однако в связи с изменениями в обществе за 30 лет некоторые части произведения не выдерживают критики, включая сексуальное насилие над Бэтгёрл и обращение с ней как с «женщиной в холодильнике». Этот частый приём считается сексистским. На первый взгляд, «Убийственная шутка» сосредоточена на Джокере и комиссаре Гордоне. Безумец хочет сломать разум пленника, как поётся в песне: когда жизнь не имеет смысла, лучше сойти с ума. Гордон отказывается сдаваться и настаивает на том, чтобы Тёмный рыцарь действовал «по правилам». Но конец не внушает оптимизма: Джокер с сожалением говорит, что уже слишком поздно; они с Бэтменом заперты навсегда, как двое психически больных, которые не могут доверять друг другу. Первая половина мультфильма оказалась худшей из-за отношений главного героя и его напарницы, особенно сексуальной сцены. В итоге экранизация является разочаровывающей адаптацией исходного материала. DC Animation не смогла придумать, как обойтись без «женщин в холодильниках».
IndieWire подчёркивает, что Killing Joke не достигнет классического статуса своего графического романа. Попытка во введении лучше обрисовать мотивацию Барбары Гордон заканчивается тем, что это делает жертву ещё более бесполезной, чем раньше. С одной стороны, легко понять, почему сценарист Брайан Азарелло и режиссёр Сэм Лью сделали такой выбор. Барбара не более, чем «инструмент» в оригинальном романе, столкнувшись с сексуальным насилием; её роль рассматривается через половую призму. Несмотря на комикс, фильм рисует Бэтмена как эмоционально-омертвевшего. Фанаты в восторге от голоса Бэтмена и Джокера во всём, с Batman: The Animated Series, чтобы «Бэтмен: Маска Фантазма» вернулся, наряду с избранной анимацией начала 1990-х годов. В то время как исходный материал сохраняется с почтением к Брайану Болланду, фильм теряется между Бэтменом, плохим парнем, Джокером, невидимым злом, где Барбара должна соответствовать всему этому.
Tech Times поставил оценку 6 из 10 баллов. На бумаге, R-рейтинговая адаптация The Killing Joke звучит как «мечты сбываются», особенно со звёздами, такими как Марк Хэмилл и Кевин Конрой, но многое из того, что делало историю «цепляющей» почти три десятилетия назад, было потеряно при переходе со страниц на экран. Барбара Гордон была, на самом деле, просто жертвой в оригинальном сюжете. В конце концов, Killing Joke чувствуется очень неравномерно — некоторые моменты идут в мгновение ока, в то время как другие — достаточно долго, чтобы заставить зрителей спать. DC делает всё возможное, чтобы избежать дальнейших споров, и есть несколько сомнительных творческих решений, по большей части, на «разогреве» ощущается, что показывается давно потерянный эпизод из мультсериала 1990-х годов. Это не означает, что фильм не удался, просто смотреть The Killing Joke совсем другое дело, чем читать.
The Daily Dot оставил отрицательный отзыв. В качестве адаптации наиболее знакового комикса про Бэтмена, анимационный фильм DC является «рабски точным» и очень разочаровывает. Это также пример того, чего не надо делать, столкнувшись с сексизмом исходного материала. Сценарист Брайан Азарелло решил последнюю проблему путём добавления получасовой предыстории для Барбары Гордон, в последовательности, которая полностью провалилась. Хуже всего то, как изображаются отношения с Бэтменом. Если зрители читали The Killing Joke, что, вероятно, включает в себя большую часть целевой аудитории, то ничего не выиграют от просмотра экранизации этой истории. Каждая сцена воссоздана с кропотливой точностью, но стиль анимации DC несоизмерим влиянию нуар-эстетики Брайана Болланда в 1980-е годы. Этот фильм заслуживает того, чтобы его тихо забыли.
IGN дал оценку 6.1 из 10 баллов. К сожалению, фильм проигрывает из-за попытки отклониться от исходного материала. Загвоздка в том, что Killing Joke — довольно короткая книга и не очень подходит для полнометражной кинокартины. В конце концов, Бэтгёрл до сих пор воспринимается как жертвенный агнец. Её романтическая драма не улучшает ситуацию. Сам Франц является совершенно бессмысленным дополнением. Первые полчаса фильма можно вырезать полностью, без влияния на оставшиеся 45 минут. Хорошая новость заключается в том, что эти последние 45 минут являются верными оригиналу. Жаль, что анимация недостаточно детализирована, чтобы по-настоящему прочувствовать искусство комикса Болланда. Тонированные ретроспективные кадры также выделяются, перенося обратно в нуар/ар-деко знакомого Batman: The Animated Series. Хэмилл особенно впечатляет, поскольку он обеспечивает одно из самых эффектных выступлений Джокера. И неоднозначное окончание, возможно, работает ещё лучше с голосами Конроя и Хэмилла. Поклонники этой истории или Джокера в целом должны дать им шанс, но быстро оставив позади первые 30 минут.